# 萨满教

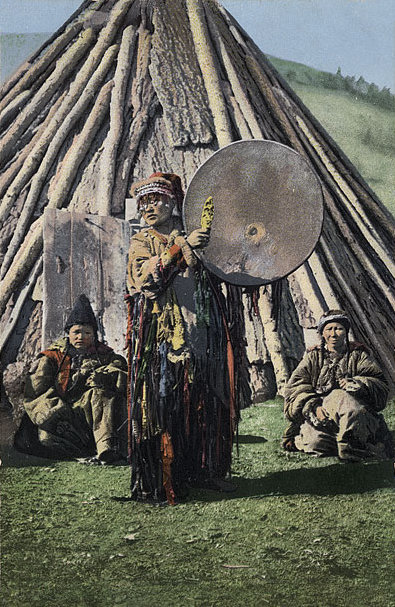
哈卡斯薩滿

薩滿信仰是分布于北亞、中亞、西藏、北欧，和美洲的巫覡宗教。薩滿信仰中的萨满被认为是掌握神秘知识，有能力進入「人神」狀態的人，有着预言、治疗，與屬靈世界溝通，以及旅行到屬靈世界的能力。薩滿會作为一個巫医、术士、驱魔师、占卜师、亡灵巫师或灵魂行者。
被歸類為「薩滿」的信仰和實踐引起了人類學、考古學、歷史學、宗教學、哲學、心理學等各種專業的學者的興趣。關於這個主題的數百本書籍和學術論文已經出版，還有一本經過同行評審的學術期刊專門研究薩滿教。
在20世紀，參與反文化運動的非土著西方人士──如嬉皮士和新時代運動者，創建了受他們對不同土著宗教的理念影響的現代魔法宗教實踐，形成了所謂的新薩滿教或新薩滿運動。這影響了許多新異教實踐的發展，同時也被指控為文化挪用、剝削和誤導。

## 词源
“萨满”一词可能来自滿语及其他通古斯语系语言。满语为ᠰᠠᠮᠠᠨ（穆麟德转写：saman），蒙古人稱為“孛額”，历史上如回紇有牟羽可汗，其名亦来自该词轉音。至于这个词的来源，学术界众说纷纭，中国苏州大学研究比较文化学的方汉文教授等人认为“萨满”来自梵语“sramana（沙门）”，并可能是通过汉语被借入通古斯语言中，而长春理工大学学者姜馨等人则认为这个词是通古斯语言的本土词，和动词“sa-mbi（知道）”的词根同源，是“智者”、“晓彻”的意思，且意指有能力進入入神狀態，並能與神溝通之人。
一般認為，薩滿（Shaman）一詞於17世紀由荷蘭人E. Ysbrants Ides和Adam Brand經俄羅斯傳入歐洲，而1698年出版於阿姆特丹的《Driejaarige Reize naar China》就寫有薩滿相關的資料。

## 历史
萨满信仰的出現早于任何有组织的宗教，可以追溯至新石器时代，帶有泛靈論的色彩，萨满（巫師）通过一系列的原始舞蹈，包括肢体语言、咒語、歌诀、火祭、血祭，以及专用的神灵沟通器具来进行与萨满信仰的神靈进行沟通。萨满信仰仪式在草原腾格里信仰中，一直扮演着「通天巫」的角色，并参与多种祭天活动。萨满信仰认为，天地生灵都是有沟通的可能的，通过萨满的各种仪式活动，能够与某些生灵，特别是与有修为者进行聯絡，从而到达问卜、医疗、趨吉避凶，甚至控制天气的目的。
薩滿歷史上曾出现于伏爾加河流域的各個民族，以及北欧芬蘭人、愛沙尼亞人、薩米人居住的地區，但這些在欧洲被認為是蛮族信仰、神秘巫術，歷史上一直與猶太人的基督宗教互相抗衡。目前，滿族、鄂溫克族生活地区、朝鮮等地仍保有萨满信仰，如东北的“跳大神”便是萨满信仰的一種儀式。萨满信仰亦盛行于北欧、伏爾加河流域地區、西伯利亞，以及北美洲印第安原住民社群。

## 不同地區的薩滿文化

### 中國
萨满信仰在中国的传统始于史前时代，滿族人的先祖女真人至公元11世纪時也保持着萨满信仰。萨满信仰於清代以前便在中国东北地區盛行，並與满族的传统结合起来。薩滿信仰（藏人稱之為苯教）在西藏屬於藏人的原始信仰，在早期居於絕對優勢地位，擁有參政、議政之權，其勢力甚大、信徒甚眾。在吐蕃軍隊出征時，也往往會有萨满作為隨軍法師，藉巫術提振吐蕃軍的士氣。赤松德贊繼位之後，為了加強王權，大力扶持佛教勢力，將佛教確立為國教並打壓苯教。赤松德贊這一政策遭到眾多大臣的反抗，但都以失敗告終。此後的數代贊普都延續了這一政策，赤德松贊和赤祖德贊在位期間，為抑制外戚及貴族勢力，更在政務九大臣之上新設「僧相」一職，由娘·定埃增擔任，將佛教僧侶地位置於世俗貴族及大論之上。在佛教強制推廣下，對苯教的打擊變本加厲，使不少苯教信眾逃避到阿里、安多、康區等偏遠於烏斯藏的地區。為了生存，苯教全面佛教化，供奉佛教的佛、菩薩、明王、明妃、金剛等，改穿紅色、黃色的袈裟，不再長髮披肩，跟佛教比丘一樣剃髮，成為藏密的一支，但保留了一些教義和儀式規則（例如朝塔時以反方向進行，一般佛教徒以順時針方向進行），例如藏传佛教各派的活佛常常以轉世靈童傳承，苯教則是以宗教考試取得最高的法王、仁波切的地位。
由於薩滿受到来自佛教勢力的打壓，西藏薩滿信仰全面佛教化，並與藏传佛教结合。原始萨满信仰与藏传佛教结合的宗教形式，在北元後期和清代被制度化，並被后金定为国教。在清帝退位后的一个世纪裏，萨满教在中国几乎消声匿迹，但是現今在北京故宫仍存有当年清朝皇族举行祭仪的堂子，例如坤宁宫。